# Dawson (Nebraska)
Dawson je selo u američkoj saveznoj državi Nebraska. Prema popisu stanovništva iz 2010. u njemu je živjelo 146 stanovnika.